# Zarzuela

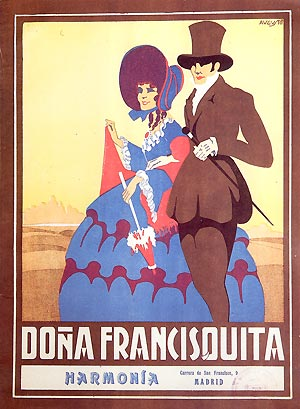
Dona Francisquita

Zarzuela (phát âm tiếng Tây Ban Nha: [θaɾˈθwela]) là loại hình trình diễn sân khấu của đất nước Tây Ban Nha, gồm hai loại là kịch nói và kịch hát, trong đó có thể bao gồm cả dòng nhạc opera và nhạc dân gian và có thể cả vũ đạo. Nguồn gốc của tên gọi zarzuela đến nay còn chưa rõ ràng, tuy nhiên nhiều ý kiến cho rằng tên này có nguồn gốc từ Palacio de la Zarzuela, một cung điện dùng làm nơi ở khi đi săn của vương thất Tây Ban Nha nằm ở gần Madrid, nơi được cho là đã sinh ra loại hình nghệ thuật này. Bản thân cung điện được đặt tên theo địa danh có tên là "La Zarzuela", lấy từ loại cây mâm xôi được trồng rộng rãi trong vùng đó (zarzas trong tiếng Tây Ban Nha), vì thế các lễ hội diễn ra trong cung điện này cũng được biết đến với cái tên "Zarzuelas".
Có hai dòng zarzuela chính: zarzuela thời kỳ Baroque (khoảng 1630–1750) có sớm nhất, và zarzuela thời kỳ Lãng mạn (khoảng 1850–1950). Zarzuela thời kỳ Lãng mạn còn được chia thành hai phân loại lớn là género grande và género chico, tuy nhiên ngoài hai loại này ra cũng còn có các loại nhỏ nữa.
Zarzuela cũng được truyền bá tới các vùng thuộc địa Tây Ban Nha. Các nước Mỹ Latinh mà tiêu biểu là Cuba cũng phát triển loại hình ca kịch có nguồn gốc zarzuela. Tại Philippines, một loại hình nghệ thuật truyền thống tương tự đã phát triển, trong tiếng địa phương có tên là sarswela hoặc sarsuela. Tại Tây Ban Nha cũng có nhiều biến thể, điển hình là zartzuela ở vùng Basque và sarsuela ở vùng Catalunya.
Từ thời Juan del Encina (1468 - 1529/30), tại Tây Ban Nha đã xuất hiện các loại hình văn nghệ kết hợp ca vũ nhạc kịch, tuy nhiên, zarzuela chính là một bước cải tiến độc đáo khi đã kết hợp yếu tố diễn xuất với yếu tố âm nhạc. Trong zarzuela, vũ đạo, hợp xướng, độc tấu và hoà tấu cũng được thêm vào cùng với dàn nhạc giao hưởng.

## Thời kỳ Baroque
Vào năm 1657, tại Cung điện Hoàng gia El Prado, Vua Philip IV của Tây Ban Nha, Vương hậu Mariana và các yếu nhân trong triều đình đã dự buổi trình diễn đầu tiên của vở hài kịch có tựa đề Vòng nguyệt quế của thần Apollo (El Laurel de Apolo) của biên kịch Pedro Calderón de la Barca và phần nhạc soạn bởi Juan Hidalgo de Polanco. El Laurel de Apolo đã đánh dấu sự ra đời của một thể loại nhạc kịch mới mà sau này được biết với cái tên Zarzuela.
Tương tự như một tác phẩm trước đó của Calderón de la Barca là Vịnh mỹ nhân ngư (El golfo de las sirenas, 1657), El Laurel de Apolo là sự phối hợp giữa thể loại truyền kỳ tích thần thoại với đơn ca thính phòng, nhạc dân gian và vũ kịch. Trong các vở zarzuela Baroque thời kỳ đầu ấy, các nhân vật gồm có các vị thần, các sinh vật thần thoại và các nhân vật hài kịch đặc trưng vùng nông thôn. Một tác phẩm tiêu biểu chính là vở Acis và Galatea (Acis y Galatea, 1708) của Antonio de Literes. Khác với một số loại hình opera khác, zarzuela thời kỳ Baroque có các đoạn gian tấu kiểu kịch nói, thường là dưới dạng thơ.